# Ashby, Lincolnshire
Ashby är en stadsdel i Scunthorpe, i distriktet North Lincolnshire, i grevskapet Lincolnshire, i England. Ward hade 13 613 invånare år 2021. Ashby var en civil parish från 1866 till 1919 då den blev en del av Scunthorpe and Frodingham och Burringham. Civil parish hade 3 237 invånare år 1911. Byn nämndes i Domedagsboken (Domesday Book) år 1086, och kallades då Aschebi.